# Birger Meling
Birger Solberg Meling (født 17. december 1994) er en norsk fodboldspiller, der spiller i den danske superligaklub F.C. København på positionen som venstre back og for det norske landshold. Han har tidligere spillet for bl.a. de franske fodboldklubber Nîmes og Rennes.

## Klubkarriere

### Ungdomshold
Efter at have spillet ungdomsfodbold for Viking og Middlesbrough, skiftede Meling ved indgangen til 2014-sæsonen til norske Stabæk. 

### Stabæk og Rosenborg BK
Meling skrev den 11. august 2014 kontrakt med Stabæk for halvandet år. Han fik debut i den norske liga i september 2014.
I februar 2017 skiftede han til Rosenborg på en fireårig kontrakt. Han fik uofficiel debut for Rosenborg i en træningskamp mod F.C. København, der blev vundet 2-0 den 11. februar 2017.
Han opnåede med Rosenborg to mesterskaber  (2017 og 2018) og en pokaltitel, inden han skiftede til Nîmes.

### Nîmes
I juli 2020 skiftede Meling ti Nîmes på en treårige kontrakt. I sin debutkamp i Ligue 1 for Nîmes opnåede han assist og mål i en 4-0 sejr over Brest.

### Rennes
Den 20. juli 2021 blev det offentliggjort, at Meling skiftede fra Nîmes til den franske klub Stade Rennais FC.

### F.C. København
Den 14. august 2023 blev det offentliggjort, at Birger Meling havde skrevet en fireårig kontrakt med F.C. København. Han opnåede hurtigt stamplads på holdet, men blev skadet i en kamp den 20. oktober 2023, og var ude resten af efterårssæsonen. 

## Landsholdskarriere
Meling debuterede for det norske landshold den 5. oktober 2017 i en kamp mod San Marino.
Meling har pr. marts 2023 opnået 34 kampe for det norske landshold.